# Municipio de Pike (condado de Jay)
El municipio de Pike (en inglés: Pike Township) es un municipio ubicado en el condado de Jay en el estado estadounidense de Indiana. En el año 2010 tenía una población de 899 habitantes y una densidad poblacional de 9,31 personas por km².

## Geografía
El municipio de Pike se encuentra ubicado en las coordenadas 40°21′42″N 84°57′20″O / 40.36167, -84.95556. Según la Oficina del Censo de los Estados Unidos, el municipio tiene una superficie total de 96.58 km², de la cual 96,54 km² corresponden a tierra firme y (0,04 %) 0,04 km² es agua.

## Demografía
Según el censo de 2010, había 899 personas residiendo en el municipio de Pike. La densidad de población era de 9,31 hab./km². De los 899 habitantes, el municipio de Pike estaba compuesto por el 97 % blancos, el 0,33 % eran afroamericanos, el 0,11 % eran amerindios, el 0,44 % eran asiáticos, el 1,56 % eran de otras razas y el 0,56 % eran de una mezcla de razas. Del total de la población el 2 % eran hispanos o latinos de cualquier raza.